# 皮埃尔德布雷斯
皮埃尔德布雷斯（法語：Pierre-de-Bresse，法語發音：[pjɛʁ də bʁɛs]）是法国勃艮第-弗朗什-孔泰大區索恩-卢瓦尔省的一个市镇，属于卢昂区。该市镇以位于此的城堡而闻名。 

## 地理
皮埃尔德布雷斯（46°53'2"N, 5°15'44"E）面积28.06 平方千米，位于法国勃艮第-弗朗什-孔泰大區索恩-卢瓦尔省，该省份为法国中部省份，北起顺时针与科多尔省、汝拉省、安省、罗讷省、卢瓦尔省、阿列省和涅夫勒省接壤。
与皮埃尔德布雷斯接壤的市镇（或旧市镇、城区）包括：欧蒂姆、拉沙佩勒圣索沃尔、沙雷特-瓦雷讷、弗雷特朗、布雷斯地区圣博内。

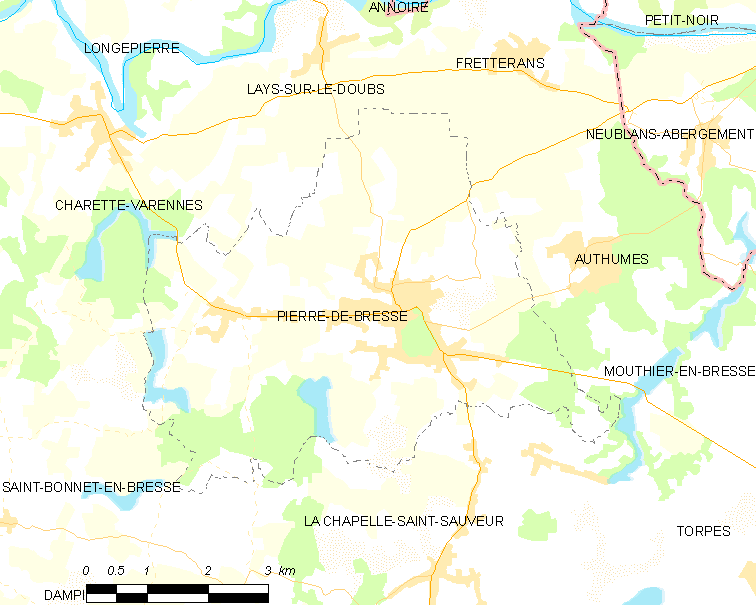
皮埃尔德布雷斯的OSM定位图

皮埃尔德布雷斯的时区为UTC+01:00、UTC+02:00（夏令时）。

## 行政
皮埃尔德布雷斯的邮政编码为71270，INSEE市镇编码为71351。

## 政治
皮埃尔德布雷斯所属的省级选区为皮埃尔德布雷斯县。

## 人口

1962-2008年间皮埃尔德布雷斯人口变化图示

皮埃尔德布雷斯于2022年1月1日时的人口数量为1945人。